# Уаяна

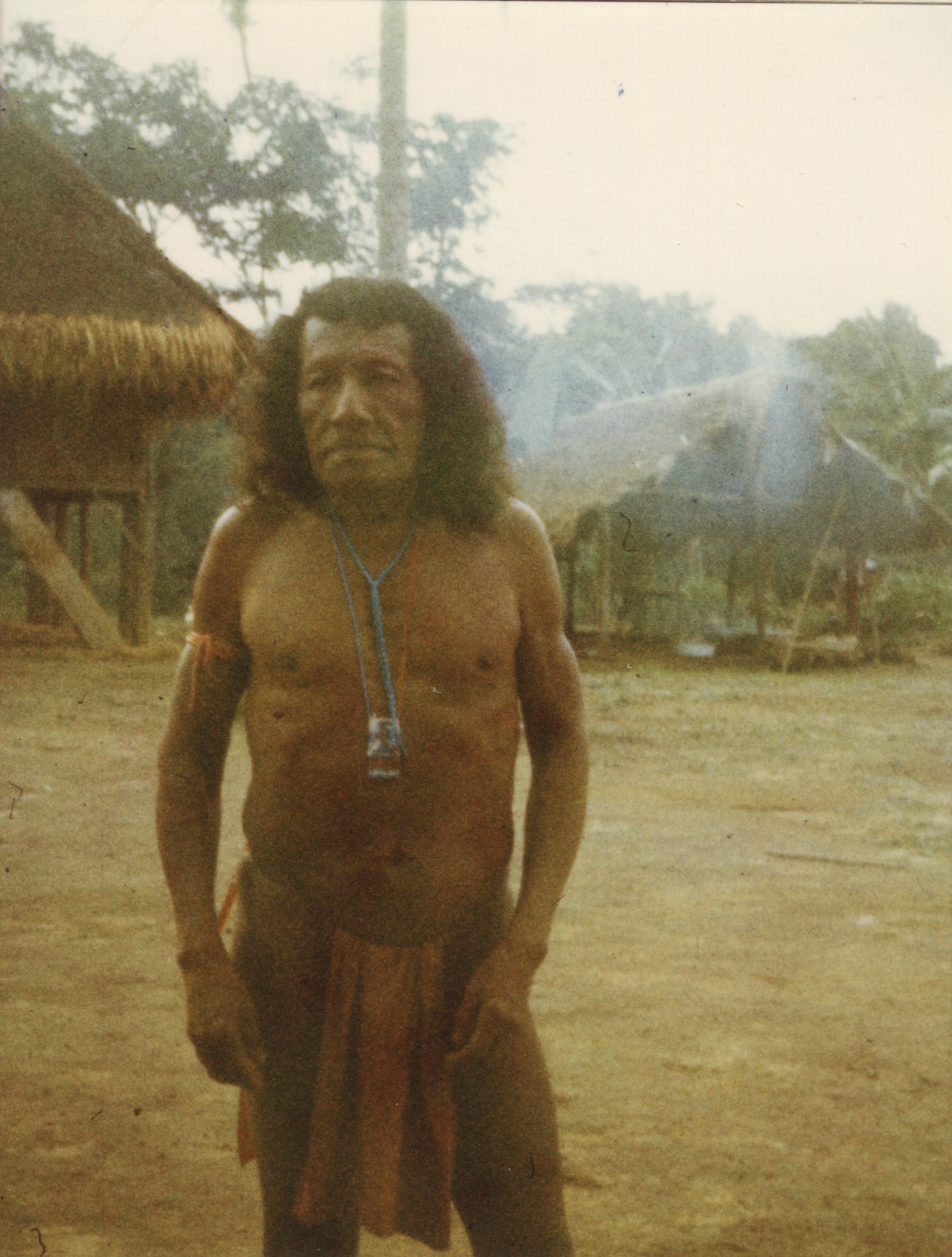

Уаяна — один из индейских народов, принадлежащий к группе карибов. Прежнее название народа — рукуйен.

## Расселение
Ареал расселения — Юго-Восточный Суринам, Юго-Западная Французская Гвиана (Beier, Michael, Sherzer 2002: 124). Ранее уаяна проживали на территории Бразилии, однако в результате постепенных миграций обосновались во Французской Гвиане.

## Численность
В 1980-х гг. в мире насчитывалось порядка 1500 представителей данного народа. На конец XX века численность уаяна оценивалась в 700 человек.

## Язык
Язык народа — Уяна. Среди диалектов этого языка принято выделять два — урукуэна и рукуэн. Широкое распространение также получили испанский и португальский языки.

## Религия
Исповедуют традиционные местные верования.

## Хозяйственная жизнь
Основой хозяйственной деятельности уаяна является ручное земледелие подсечно-огневого типа. Наряду с земледелием уаяна занимаются охотой, рыболовством и собирательством. Уаяна культивируют горький маниок, бананы, ямс, таро, хлопок, тыкву, сахарный тростник, табак, ачиоте. Большинство полевых культур высаживается в период с ноября по январь, однако некоторые культуры уаяна сажают в мае (Heemskerk, Delvoye, Noordam, Teunissen 2007: 7).
Предметы экспорта уаяна составляют продукты охоты, главным образом, цветные перья. Существенную часть экспорта уаяна составляют предметы, изготовленные для туристов (корзины, гамаки, украшения из бисера). Исторически уаяна приобретали у европейцев соль, бусы, железные ножи и топоры. Предметами импорта уаяна сегодня являются лодочные моторы, охотничье и рыболовное снаряжение, кофе, сахар и сигареты.
Основным родом деятельности мужского населения уаяна является работа в области лесной и горной промышленности, женщины преимущественно заняты ремеслом. На сегодняшний день правительство Суринама отказывается признавать права коренных народов на землю, тем самым лишая уаяна возможности принимать участие в решении вопросов, связанных с землеустройством.

## Поселения
Современные постройки уаяна чаще прямоугольной формы, хотя ранее преобладали круглые дома. По традиции в центре поселения расположен круглый мужской дом с куполообразной крышей. Данная постройка выполняет ритуальные функции: в ней хранятся священные для уаяна предметы. Там же принимают гостей. Росписи центрального щита здания мужского дома олицетворяют мифологические представления уаяна о строении мира.

## Общественный строй
Первичной социальной организацией уаяна является сельская община. Вождь племени (тамуши) и группа его ближайших родственников образуют ядро общины. Существует обычай покидать селение после смерти вождя. При заключении брака муж переходит на место жительства в общину супруги.
Наряду с традиционной одеждой (набедренными повязками и рубахами), уаяна раскрашивают тело красками из листьев ачиоте.
Национальным музыкальным инструментом уаяна является своеобразная перкуссия-погремушка под названием «пели» (Oliver, Riviere 2001: 486)